# Hirasa latimarginaria
Hirasa latimarginaria är en fjärilsart som beskrevs av John Henry Leech 1897. Hirasa latimarginaria ingår i släktet Hirasa och familjen mätare. Inga underarter finns listade i Catalogue of Life.